# Сынхан
Хон Сынхан (кор. 홍승한; род. 2 октября 2003 года, Коян, Кёнгидо, Республика Корея), также известный как Сынхан — южнокорейский певец. Бывший участник южнокорейского бой-бэнда Riize, дебютировавшего под лейблом SM Entertainment в 2023 году. Планируется, что он дебютирует в качестве сольного исполнителя во второй половине 2025 года.
Впервые Сынхан был представлен в июле 2022 года как участник команды SM Rookies при SM Entertainment. Дебют в составе Riize состоялся в сентябре 2023 года. В ноябре 2023 года он взял перерыв в деятельности группы, ненадолго вернувшись в октябре 2024 года, но через два дня окончательно покинул её после критики со стороны части фанатов.
Уход Сынхана из Riize вызвал споры и обсуждения. Многие критиковали то, что они воспринимали как токсичную культуру отмены среди южнокорейских фанатов, а также обсуждали культурные ожидания от айдолов, особенно в контексте попыток южнокорейских агентств завоевать международную аудиторию.

## Ранняя жизнь и образование
Хон Сынхан родился 2 октября 2003 года в районе Ильсан города Коян, провинция Кёнгидо, Республика Корея. У него есть брат, который старше его на пять лет. Сынхан учился в средней школе Чонсан в сеульском районе Каннамгу, а в 2019 году перешёл в Школу искусств Сеула на факультет практической музыки. В 2022 году он окончил школу.
Сынхан был выбран агентством SM Entertainment в последний год обучения в средней школе после успешного прохождения вступительных экзаменов в художественную среднюю школу. Он получал предложения от других агентств, но выбрал SM из-за своей осведомлённости о компании и восхищения дружескими отношениями между её артистами. До своего дебюта в составе Riize Сынхан тренировался в SM в течение трёх с половиной лет.

## Карьера

### 2022—2023: Пре-дебютная деятельность, Riize и перерыв
Сынхан был впервые представлен публике на фотографии для WWD Korea 2 июля 2022 года, когда SM Entertainment объявила его участником SM Rookies — команды преддебютного обучения айдолов агентства. Он был представлен вместе с будущим участником Riize Ынсоком и будущим участником Mytro Сёхеем.
В составе SM Rookies Сынхан участвовал в концертном туре «SM Town Live 2022: SMCU Express», который проходил в августе 2022 года. Он исполнил «Outro: Dream Routine» вместе с тогдашними участниками NCT (и будущими участниками Riize) Шотаро и Сончаном. Он также снялся в шоу «Welcome to NCT Universe», где Шотаро и Сончан помогали новичкам узнать «всё о NCT». Этот десятисерийное шоу транслировалось с ноября 2022 по февраль 2023 года на TVING в Южной Корее, Nippon TV и Hulu в Японии.
В июле 2023 года «Чосон ильбо» сообщила, что Сынхан покинет SM Rookies и дебютирует в новой бой-группе SM в сентябре того же года.

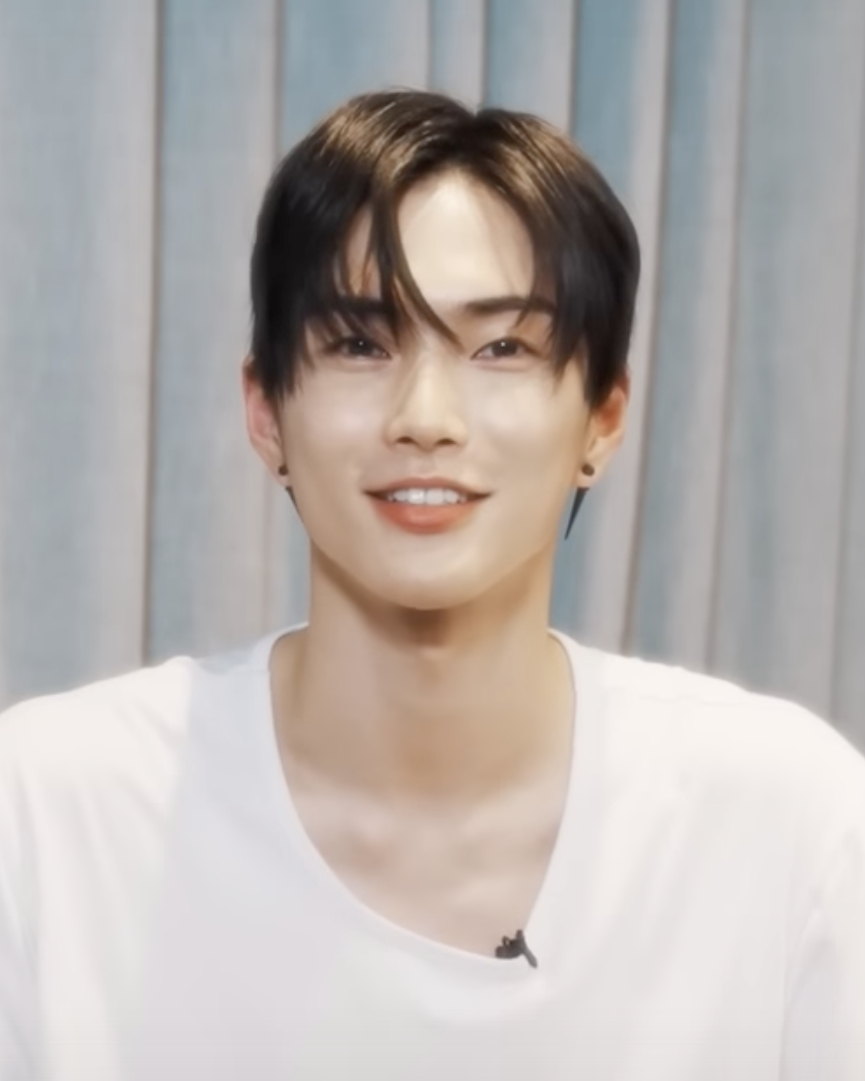
Сынхан в рекламном ролике для Sealook, 2023 год

Сынхан официально был представлен как участник Riize 1 августа, а его первое выступление в составе группы состоялось 7 августа в видеоклипе на песню «Siren». Официальный дебют группы состоялся 4 сентября с релизом синглового альбома Get a Guitar, который разошёлся тиражом более миллиона копий за первую неделю, став вторым самым продаваемым дебютным альбомом группы. Второй сингл группы, "Talk Saxy, " был выпущен шесть недель спустя, 27 октября.
22 ноября в ответ на утечку фотографий, сделанных до его дебюта, на которых он был запечатлён целующимся с женщиной в постели и курящим, SM объявили, что Сынхан берёт бессрочный отпуск из Riize. В то же время Сынхан опубликовал рукописное письмо с извинениями перед фанатами, а SM отметили, что утечка фотографий была «тяжёлой клеветой» и злонамеренно отредактирована, и что они установили источник и инициируют судебные иски против него.
Во время перерыва SM подверглись критике за молчание о статусе Сынхана. Помимо заявления, сделанного в ноябре 2023 года, SM не отвечали на вопросы фанатов и прессы о статусе Сынхана в группе и не предоставляли никаких обновлений о юридических действиях, которые, как они ранее заявляли, предпринимались от имени Сынхана. В апреле 2024 года, когда Riize выпустили полноформатную версию «Siren», песни, которая изначально была выпущена в сокращённой форме в августе 2023 года, агентство вновь подверглось критике, поскольку вокал Сынхана был удалён из песни и заменён другими участниками группы.

### 2024-наст. время: Возвращение в Riize и окончательный уход из группы, сольная деятельность
11 октября 2024 года в заявлении на официальном аккаунте группы в Twitter руководство объявило, что Сынхан завершит почти 11-месячный перерыв и вернётся к деятельности в Riize. В заявлении говорилось, что, по их мнению, следующий этап Riize будет ещё более значимым, если все семь участников будут вместе, и они выразили сочувствие фанатам, которые были обеспокоены отсутствием новостей за предыдущие 11 месяцев. Вскоре после этого Сынхан опубликовал рукописное письмо к своему официальному сообществу фанатов на Weverse, где снова извинился и сказал, что он «глубоко сожалеет и разочарован» из-за скандальных фотографий. Он также добавил, что его коллеги по Riize поддержали его возвращение в группу, и он был «преисполнен благодарности и раскаяния за второй шанс, который они ему дали».
Реакция на возвращение Сынхана была неоднозначной. В первые часы после объявления начались протесты, в основном организованные южнокорейскими фанатами, которые считали, что Сынхан предал их доверие и подорвал репутацию Riize. В тот же вечер перед штаб-квартирой SM в Сеуле появились более 1000 венков с надписями вроде «душа покойного, упокойся с миром», «нахлебники, убирайтесь!» и «прочь с Сынханом», а также начали распространяться хэштеги #Seunghan_out (#홍승한_아웃) и #RIIZE_exists_as_six (#RIIZE_6인으로_존재해) в Twitter в Южной Корее. Некоторые также угрожали певцу смертью. С другой стороны, международные фанаты в основном приветствовали возвращение, многие утверждали, что перерыв Сынхана был несправедливым наказанием.
Через два дня после объявления о своём возвращении, 13 октября, руководство группы выпустило ещё одно заявление, изменив курс, и объявило, что Сынхан покидает Riize, ссылаясь на реакцию фанатов. В заявлении они извинились за «вызванную путаницу» и отметили, что предыдущее решение вернуть его в группу «причинило боль фанатам». Сразу после этого Сынхан опубликовал ещё одно рукописное письмо на своём сообществе фанатов на Weverse.

Я думаю, что мой уход из группы — правильный путь для всех. Я не хочу причинять еще больше боли или путаницы фанатам, и я не хочу еще больше вредить участникам, и я также не хочу еще больше вредить компании.— Сынхан, в его фан-сообществе на Weverse

#### Реакция и анализ

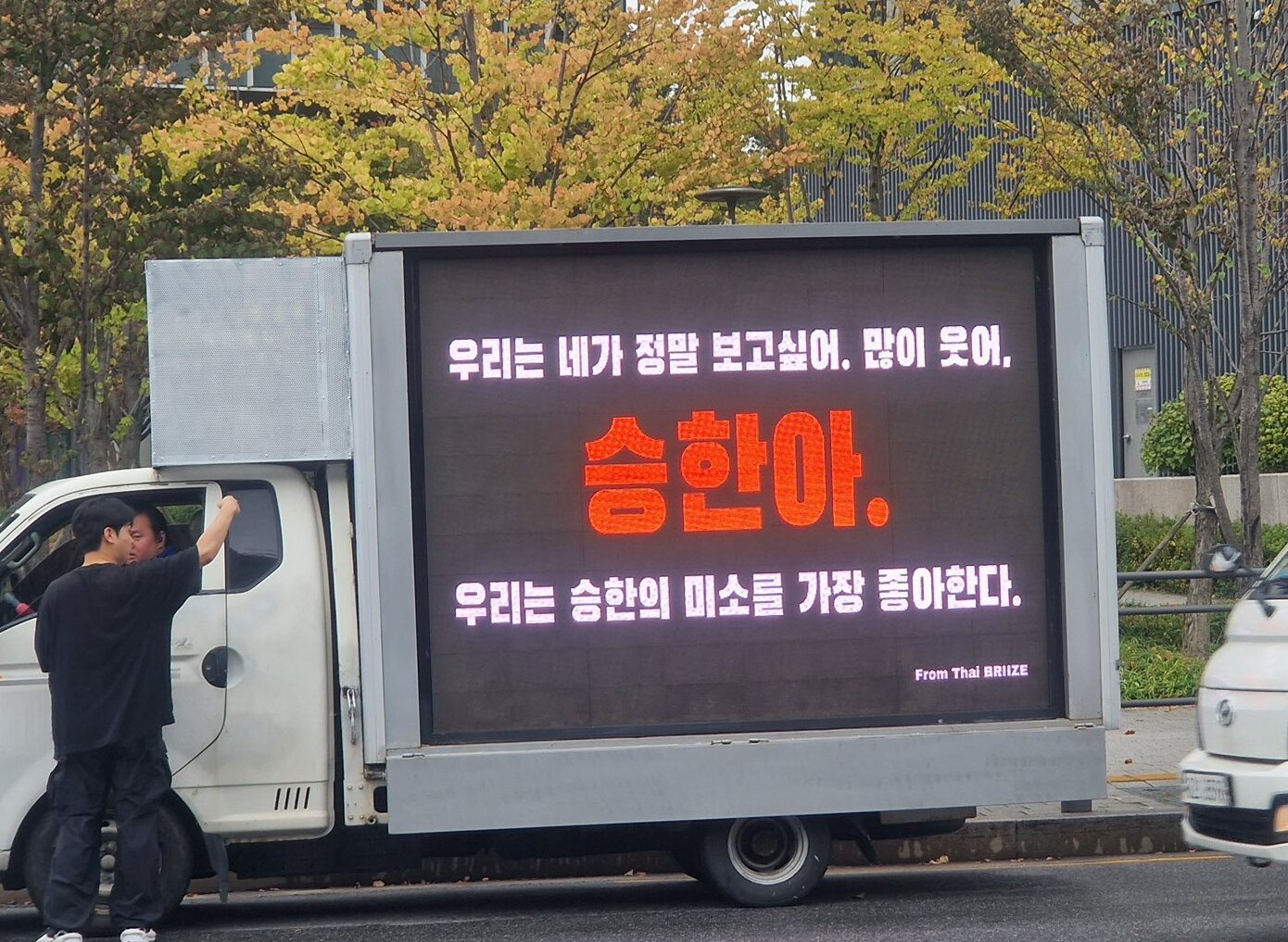
Мобильный рекламный щит, отправленный фанатами в поддержку Сынхана, в переводе с корейского: «Мы очень скучаем по тебе. Улыбайся чаще, Сынхан. Мы больше всего любим твою улыбку».

Реакция на уход Сынхана из Riize была мгновенной. Многие международные поклонники Riize выразили поддержку Сынхану и осудили SM за то, что они поддались тому, что они восприняли как травлю и токсичную культуру отмены среди южнокорейских фанатов. Другие поклонники организовали мобильные билборды перед штаб-квартирой SM с сообщениями поддержки. Созданная фанатами петиция на Change.org с требованием вернуть Сынхана в группу собрала более 300 000 подписей за десять дней после его ухода.
Внутри индустрии Сынхан получил поддержку от коллеги по лейблу SM Итхыка из Super Junior и бывшего участника Day6 Чэ Пака. Чэ Пак раскритиковал протесты с использованием венков, назвав эту практику «отвратительной» и предложив привлечь ответственных к юридической ответственности. Другие назвали использование венков в качестве метода протеста нарушением общественного порядка и обременением для работников коммунальных служб.
Протесты в связи с этими событиями продолжались до ноября, включая демонстрации на церемонии MAMA Awards 2024 в Лос-Анджелесе, где присутствовали Riize. Фанаты протестовали перед театром «Долби» с плакатами «Айдолы — это люди, SM, защитите Сынхана» и флагами с его изображением. Внутри помещения, по сообщению Billboard, материалы протеста были конфискованы службой безопасности, включая любые плакаты, упоминающие Сынхана или существование группы как семи участников, а также всё оранжевое, неофициальный цвет группы. Журналисты, освещавшие мероприятие, сообщили, что им было строго запрещено спрашивать Riize о скандале.
Анализируя события, Джефф Бенджамин из Billboard высказал мнение, что подход SM Entertainment к вопросам, связанным с Сынханом, может создать новый прецедент в индустрии и потенциально опасный стандарт для других K-pop айдолов. Он отметил, что южнокорейская поп-культура придерживается консервативного подхода к поведению айдолов, в то время как SM Entertainment, по-видимому, планирует, чтобы Riize привлекала международную аудиторию.

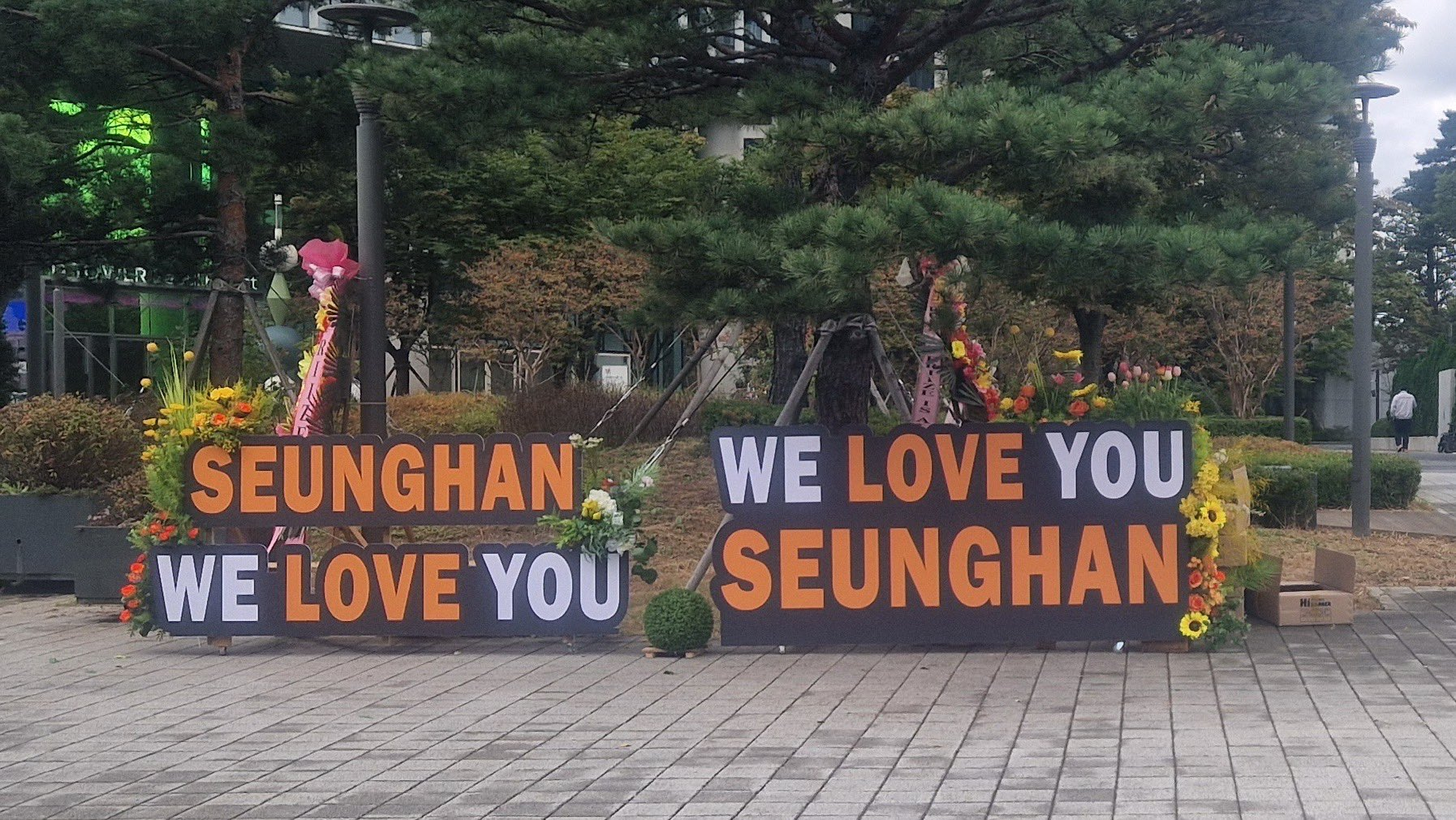
Фанаты выражают поддержку Сынхану

В интервью NBC News Стефани Чой, эксперт по K-pop музыке в Университете Баффало, отметила, что южнокорейские звукозаписывающие компании чаще ориентируются на местных фанатов, поскольку они «активно участвуют в отношениях „айдол-фанат“, покупая сотни копий альбомов и встречаясь с айдолами на мероприятиях», тогда как международные фанаты «потребляют айдолов, как медиа-фигур на расстоянии, не инвестируя в отношения „айдол-фанат“».
Resonate Magazine отметил, что конфликт между южнокорейскими и международными фанатами выявил культурные различия между этими группами. Южнокорейские фанаты чувствуют «чувство собственности над своими айдолами, ожидая, что они будут отдавать приоритет своей карьере и поддерживать созданный образ совершенства», тогда как на международном уровне K-pop айдолов рассматривают «как артистов в первую очередь, заслуживающих личной жизни и свободы самовыражения».
В статье для The Star обозреватель Ян Ли назвал решение SM Entertainment удалить Сынхана всего через два дня после объявления о его возвращении «худшим возможным курсом действий», добавив, что «тревожно, что такая мощная организация так быстро поддаётся требованиям „фанатов“, которые злонамеренно посылают артисту пожелания смерти, когда индустрия потеряла так много ярких молодых звёзд из-за самоубийств».
Памела Паскуаль в статье для Daily Tribune отметила, что Сынхан стал «примером для изучения культуры отмены». Она также подчеркнула, что K-pop айдолы часто сталкиваются с непрекращающейся критикой, которая выходит за рамки их музыки и касается их личной жизни, внешности и выбора. Паскуаль также упомянула историю K-pop с кибербуллингом и его последствиями, сославшись на коллегу Сынхана по SM Entertainment, Солли, чей суицид в 2019 году был широко связан с кибербуллингом.

#### Предстоящий сольный дебют
15 ноября 2024 года SM Entertainment объявили, что Сынхан готовится к сольному дебюту во второй половине 2025 года. В тот же день Сынхан открыл официальные аккаунты в социальных сетях и поделился несколькими новыми фотографиями.

## Дискография
В качестве участника группы Riize Сынхан принял участие в трёх синглах. Первый сингл, «Memories», был выпущен в августе 2023 года, за ним в сентябре последовал «Get a Guitar». Обе песни вошли в дебютный сингл-альбом группы под названием Get a Guitar. Последний сингл Riize с участием Сынхана, «Talk Saxy», был выпущен в октябре того же года. Позднее эта песня вошла в седьмой трек дебютного мини-альбома группы, Riizing, который был выпущен в июне 2024 года.

## Фильмография

### Телешоу
| Год       | Название                | Роль       | Примечания                            | Ист.   |
| --------- | ----------------------- | ---------- | ------------------------------------- | ------ |
| 2022-2023 | Welcome to NCT Universe | Он сам     | десять эпизодов                       | [ 8 ]  |
| 2023      | Show! Music Core        | Со-ведущий | Episode 830 with Eunseok and Sullyoon | [ 45 ] |